# Bergen (Nedersaksen)
Bergen is een stad en gemeente in de Duitse deelstaat Nedersaksen. De gemeente behoort bestuurlijk tot de Landkreis Celle en telt 13.382 inwoners.

## Indeling van de gemeente
De gemeente bestaat uit de hoofdplaats en bestuurszetel  Bergen (die zich sinds een daartoe strekkend besluit van de overheid van Nedersaksen uit 1957 stad mag noemen) en 12 overwegend agrarische dorpen daaromheen. Deze zijn hieronder opgesomd. Het getal tussen haakjes is het aan de website van de gemeente ontleende aantal inwoners per 15 februari 2019. Verder is de richting vanuit het centrum van Bergen aangegeven. Sülze ligt bijvoorbeeld ten zuidoosten van Bergen.
- Bergen (6.998)
- Belsen (260) ZW
- Becklingen (370) N
- Bleckmar (464) NW
- Diesten (264) ZO
- Dohnsen inclusief Wohlden (762) O
- Eversen inclusief Altensalzkoth (1.270) ZZO
- Hagen (144) N
- Hassel (191) Z, ook ten Z van Offen
- Nindorf (215) N
- Offen (1.019) Z
- Sülze (1.607) ZO
- Wardböhmen (338) NW

Totaal aantal inwoners van de gemeente per 15 februari 2019: 13.902.

## Ligging, verkeer, vervoer

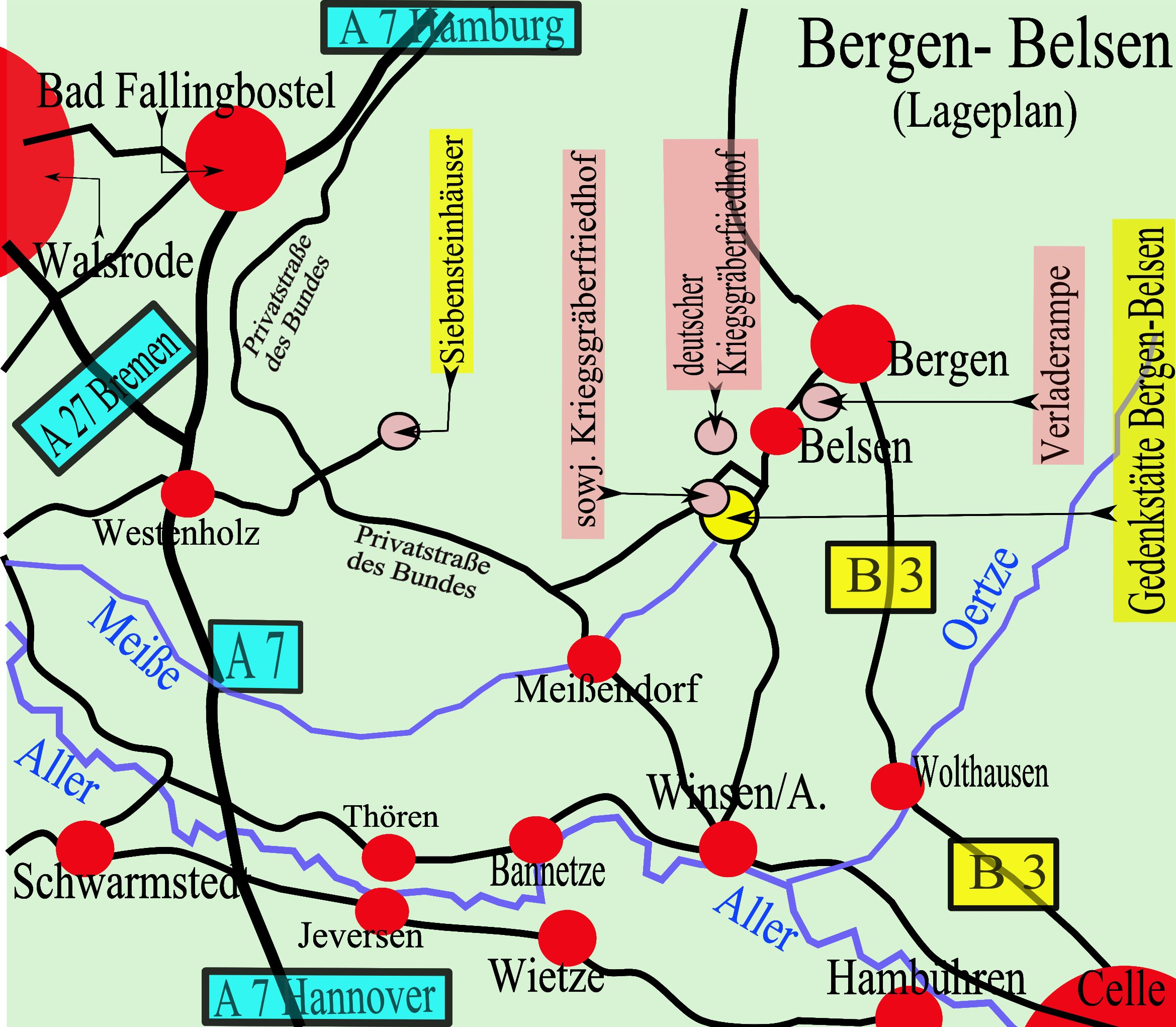
Schematische kaart, waarop het herdenkingscentrum van Kamp Bergen-Belsen en de hunebedden Sieben Steinhäuser in geel zijn gemarkeerd
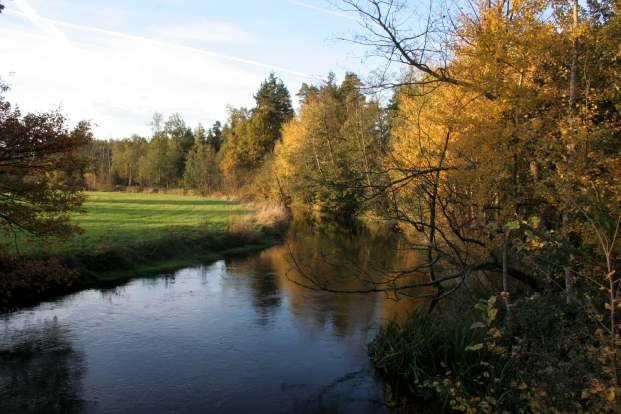
De Örtze in Eversen

Bergen ligt dicht bij de Lüneburger Heide in een bosrijke omgeving, 23 km ten noorden van de grotere stad Celle.
Alleen de Ortsteile Eversen en Sülze liggen nabij een waterloop van betekenis, de Örtze, die ook door Munster (Nedersaksen) stroomt. Op de Örtze is scheepvaart verboden, daar de gehele loop van het riviertje, alsmede de oevers ervan, natuurreservaat zijn. Van half mei tot oktober is kanoën op de Örtze beperkt toegestaan. Verder lopen er diverse beken door de gemeente, die soms in moerassig land liggen.

### Situering militair terrein, voormalig concentratiekamp
Ten zuidwesten van de stad, tegen de buurtschap Belsen aan, bevond zich in de nazitijd het concentratiekamp Bergen-Belsen. In de periode 1963 tot en met 1993 was het plaatsje verder vooral bekend vanwege het NAVO-oefenterrein Bergen-Hohne. Hier waren NAVO-troepen gelegerd, onder wie vooral Britten, maar ook de Genisten van 41 PantserGenieCompagnie en cavaleristen van het Nederlandse 41e Tankbataljon Regiment Huzaren Prins Alexander op Bergen-Hohne en 43e Tankbataljon Regiment Huzaren van Sytzama op de kazerne Langemannshof.
Het militaire terrein ligt tegen de westgrens van de gemeente aan, in de gemeentevrije zones Lohheide en verder westelijk Osterheide (Landkreis Heidekreis, richting Bad Fallingbostel). Het voormalige  concentratiekamp Bergen-Belsen is iets verder naar het zuiden gelegen, en het herinneringscentrum ligt nog iets zuidelijker. Ook dit ligt op het grondgebied van de gemeentevrije zone Lohheide.

### Autoverkeer
De dichtstbijzijnde autosnelweg is de Autobahn A7 Hannover -Hamburg, afrit 45 Soltau-Süd, via de Bundesstraße 3 zuidoostwaarts naar de plaats Bergen, 17 km. Via deze zelfde B3 rijdt men ruim 20 km verder zuidoostwaarts naar de stad Celle.

### Trein- en busverkeer
De spoorlijn van Soltau over Bergen naar Celle vervoerde van 1902 tot 1976 zowel reizigers als goederen. Sinds 1976 is het een goederenspoorlijn voor voornamelijk militaire transporten (het militaire oefenterrein heeft, dicht bij het voormalige concentratiekamp, een goederenstation met rangeerfaciliteit) en af en toe vervoer van in de vele naaldbossen gevelde boomstammen voor de papier- en houtindustrie.
Er rijden streekbussen van en naar Celle en, minder frequent, Hermannsburg. Binnen de gemeente rijden buurtbussen.

## Economie
De gemeente Bergen is vooral gekenmerkt door de land- en bosbouw. Daarnaast is er enig, aan die bedrijfstak gerelateerd, midden- en kleinbedrijf.
Er is ook een bescheiden toerisme; dit hangt vooral samen met de ligging nabij de fraaie natuur van de Lüneburger Heide.

## Geschiedenis

### Tot 750
In de prehistorie was deze streek al bewoond, blijkens de aanwezigheid van artefacten uit het Mesolithicum (6000-4500 v.C.), opgegraven bij Diesten, en  het hunebeddencomplex Sieben Steinhäuser. De megalietmonumenten dateren uit het Neolithicum, en wel uit de tijd van de mensen van de trechterbekercultuur (3200-2500 v.C.). Ook  nederzettingssporen bij Dohnsen worden aan deze mensen toegeschreven. In de Oude Bronstijd (1800-1100 v.C.) hebben mensen sieraden en pijlpunten als grafgift begraven in grafheuvels bij het huidige Bleckmar en Wardböhmen. 
Ook in het Ortsteil Eversen zijn bij opgravingen sporen van bewoning in de Oude Steentijd en de Jonge Steentijd ontdekt.

### 750 - 1933
In 1107 werd het dorp Bergen voor het eerst in een document vermeld. In de 15e eeuw was het een marktdorp voor de boeren in de omgeving, gelegen aan een doorgaande weg Celle- Soltau. Ook was er een Gogericht (gouwgerecht), later in de middeleeuwen werd dit een regionale gerechtsplaats, dit werd na 1803 een Amtsgericht. Het dorp Eversen had vanaf ca. 1400 één en later drie havezates (Rittergüter), waarvan de eigenaren van  de omliggende boeren herendiensten konden verlangen. Bergen kon zich, vanwege de economische concurrentie van Soltau en Celle, en door talrijke calamiteiten, waaronder grote branden in de jaren 1354, 1585 en 1796, niet tot een stad ontwikkelen. Na de uitvinding van de kunstmest in de 19e eeuw, waardoor de landbouw meer opbrengst per hectare kreeg dan voorheen, en door de komst van een spoorwegstation in 1902, trad vooruitgang in.
De plaatsen in de huidige gemeente hebben alle een historie als eenvoudig boerendorp. In sommige dorpen heeft een huis of kasteeltje van plaatselijke edelen gestaan. 

#### Zoutwinning
Het dorp Sülze heeft een geschiedenis als locatie van een saline, een zoutziederij. Deze bestond vanaf 1381, wellicht nog eerder,  tot 1862. De hertogen van het Hertogdom Brunswijk-Lüneburg hebben veel in deze zoutziederij geïnvesteerd, teneinde de om haar zout machtig geworden stad Lüneburg concurrentie te kunnen aandoen; gezien de geringe opbrengst en het relatief matige zoutgehalte van de Saline Sülze bleek dit geen haalbare kaart. Ook moesten de zoutpannen vanwege gebrek aan hout of turf als brandstof divere keren verplaatst worden. Voor de aan- en afvoer van water werden kilometerslange pijpleidingen aangelegd. Deze bestonden uit holle boomstammen.

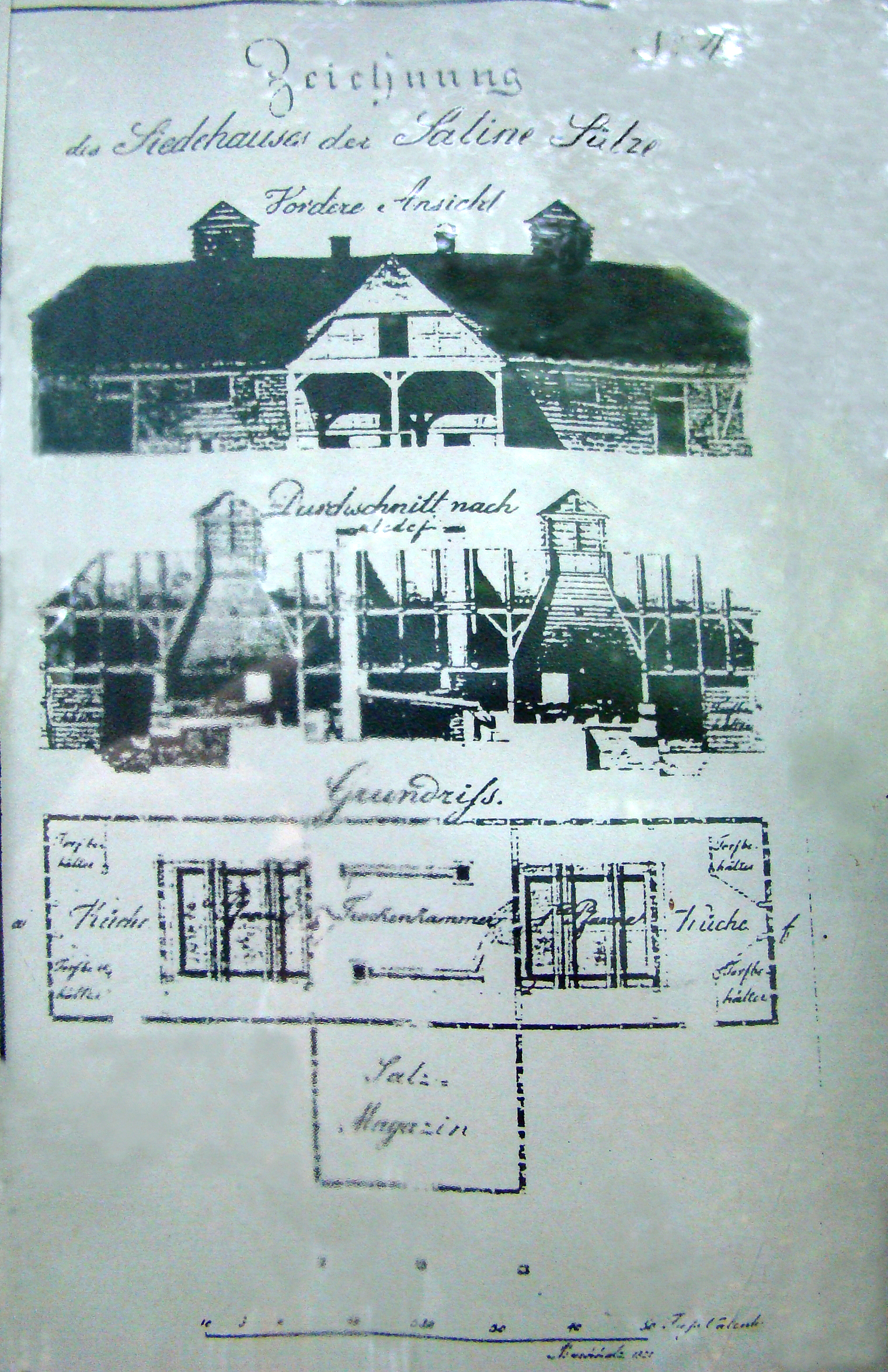
Zoutziederij (Saline) Sülze, tekening anno 1821
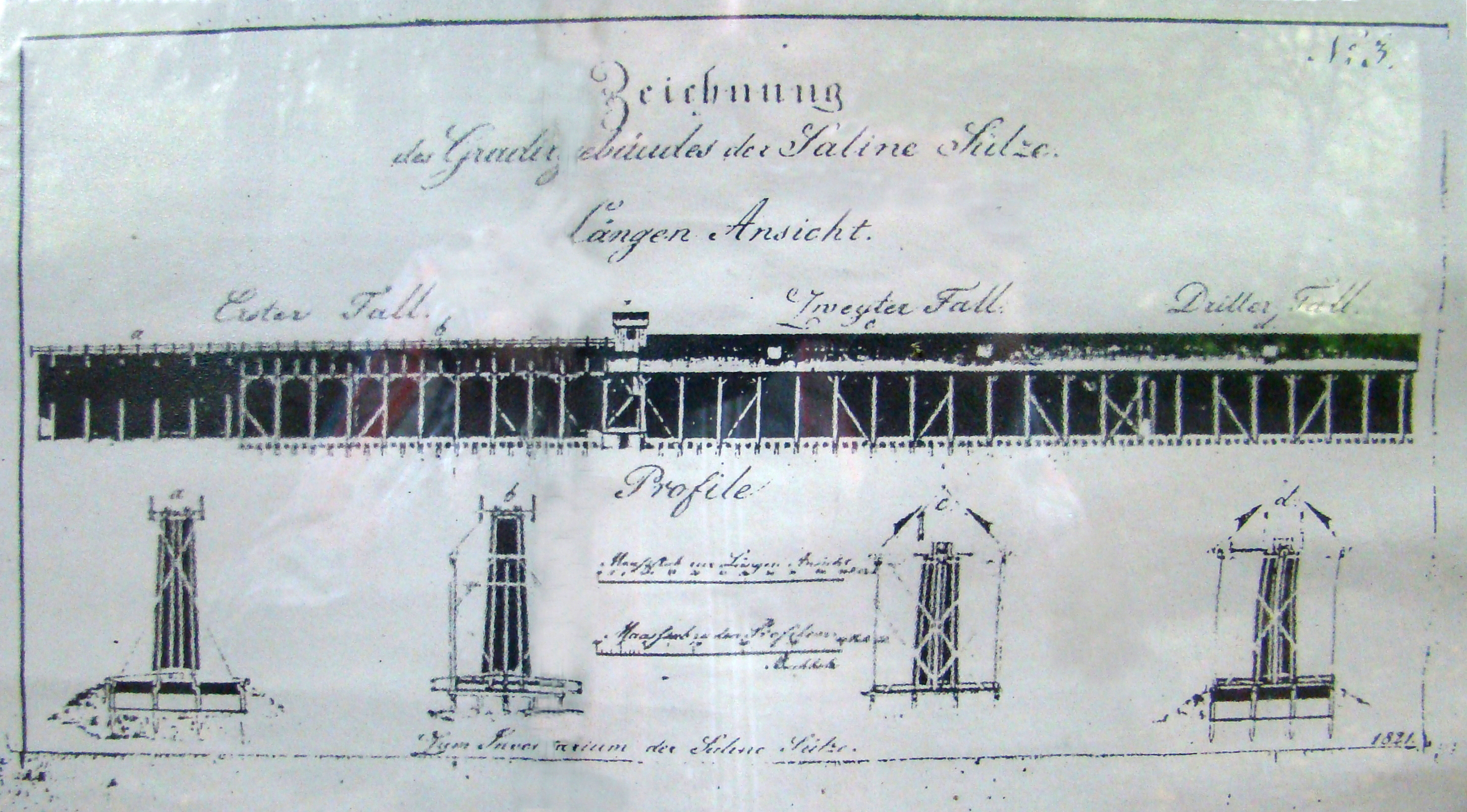
Gradeerwerk van de Saline Sülze, tekening anno 1821
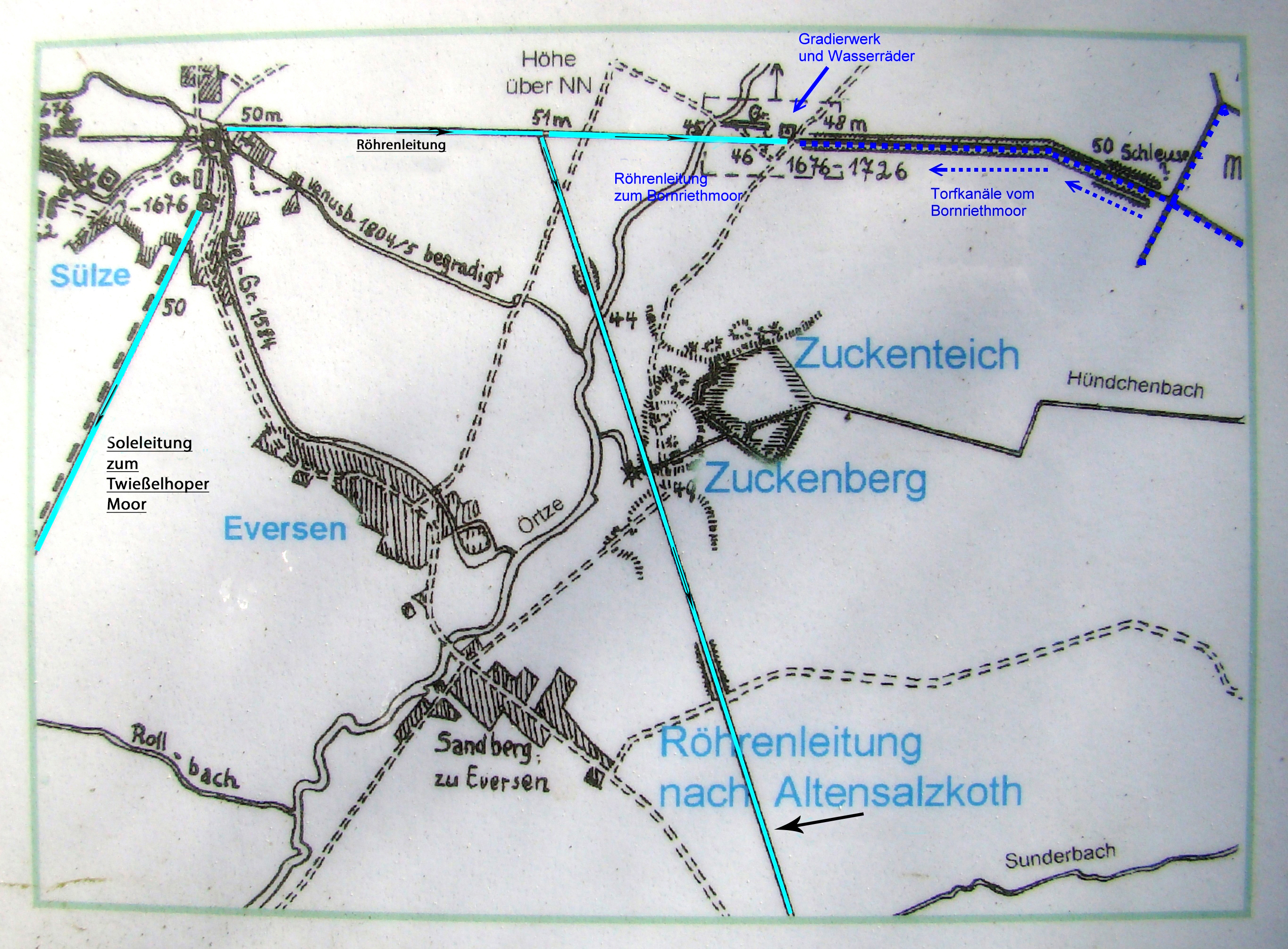
Zoutwaterleiding Sülze naar Altensalzkoth
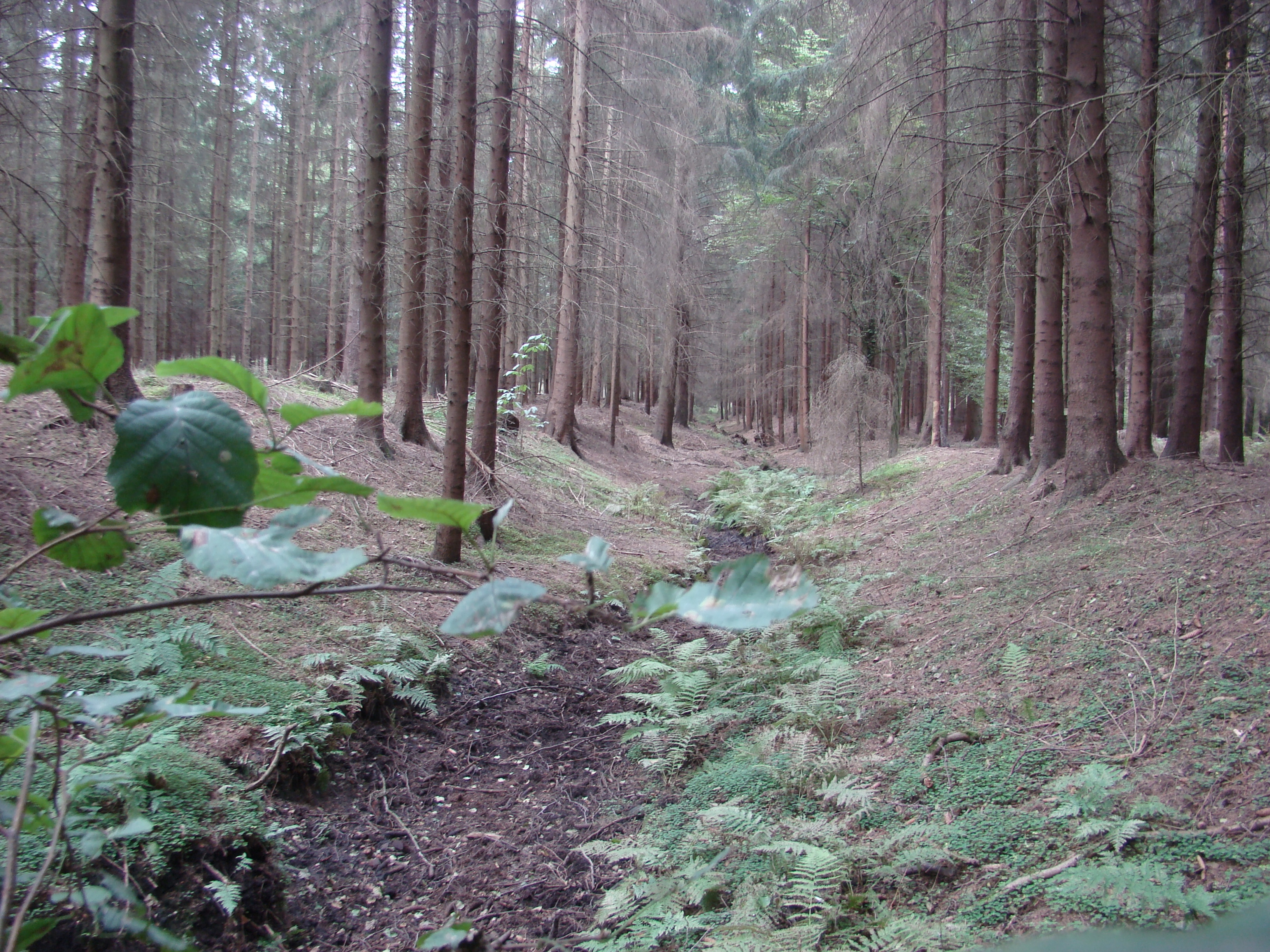
Gracht uit het Bornriethmoor t.b.v. de zoutziederij

### Nazi-tijdenTweede Wereldoorlog(1933-1945)
In 1935 richtte de Wehrmacht hier kazernes, en vanaf 1939 ook krijgsgevangenkampen in. Hierdoor groeide het dorp Bergen sterk, daar zowel officieren als medewerkers van civiele toeleveringsbedrijven er kwamen wonen. Zie verder: Bergen-Belsen en: NAVO-oefenterrein Bergen-Hohne.

### Na 1945
De militaire oefenterreinen direct ten westen van de gemeente  zijn hun stempel op het leven in Bergen blijven drukken. De bevolking steeg in 1945-1950 door de instroom van Heimatvertriebene, o.a. in het dorp Offen.
De oorlogsmisdadiger Adolf Eichmann woonde en werkte onder een valse naam van 1946 tot 1950 in het tot de gemeente behorende dorpje Altensalzkoth.
Na 1945 woonden er 3.000 Britten (militairen met hun gezinnen). Van begin jaren zeventig tot midden jaren negentig woonden er ook veel Nederlandse gezinnen van militairen die werkzaam waren op Bergen Hohne of de kazerne Langemannshof. Er was een Nederlandse lagere school (prinses Christinaschool) en  beperkt voortgezet onderwijs (prins Claus MAVO). Daarnaast was er een actief verenigingsleven, waaronder carnavalsvereniging de Brokkenbreiers en voetbalclub FC Oranje. De Nederlandse gezinnen woonden overwegend bij elkaar in een wijk, genaamd De Siedlung.
Krachtens een daartoe strekkend besluit van de overheid van Nedersaksen mag Bergen zich sinds 1957 stad noemen.
De gemeente Bergen werd in 1971 uitgebreid door de annexatie van de omliggende gemeenten Becklingen, Belsen, Bleckmar, Dohnsen (inclusief het Ortsteil Wohlde), Hagen, Offen en Wardböhmen. In 1973 werden ook de gemeenten Diesten, Eversen, Hassel, Nindorf en Sülze bij Bergen gevoegd. Door deze uitbreidingen is het inwonertal en de oppervlakte van de gemeente drastisch toegenomen. De oppervlakte van Bergen bedroeg aanvankelijk 11 km² en tegenwoordig 163 km².
Tot de in de decennia na 1990 geïmmigreerde mensen behoren opvallend veel jezidi's, zoveel, dat voor hen in Bergen een eigen cultureel centrum is ingericht.

## Bezienswaardigheden
- Oude, voor het Lüneburger Heide-gebied kenmerkende, boerderijen en watermolens, meest in vakwerkstijl; de zgn. Treppenspeicher, houten boerenschuren met een buitentrap naar een deurtje boven, zijn eveneens typisch voor deze streek.
- De hunebedden Sieben Steinhäuser, Sprockhoff-Nr. 806 t/m 810. Het complex bestaat uit 5 megalietgraven, gekenmerkt A t/m E. De hunebedden zijn voor het laatst gerestaureerd in 2015. Ze zijn voorzien van een omwalling, zodat het risico, dat op het militair oefenterrein, waar de hunebedden zich bevinden, afgevuurde granaten het monument beschadigen, wordt beperkt. Het complex is in de weekends vanuit Westerholz per auto of fiets bereikbaar; één keer per jaar, doorgaans in de herfst, is het ook bereikbaar in het kader van een open dag van het militair oefenterrein; er worden dan fietstochten naar o.a. deze hunebedden georganiseerd.
- Oorlogskerkhoven en -monumenten:
  - in Becklingen een Brits oorlogskerkhof, Becklingen War Cemetery
  - in Bergen zelf, aan de Friedensplatz in het centrum: Duitse oorlogsmonumenten n.a.v. de Frans-Duitse Oorlog en de Eerste Wereldoorlog
- Het streekmuseum (Museumboerderij Römstedthaus) in Bergen
- De natuur in de gemeente is afwisselend en leent zich voor, ook langere, wandel- en fietstochten
- In het centrum van het dorp Sülze is een bescheiden Salinen-Museum ingericht, met de zoutziederij in het dorp als thema.

## Evenementen
- Jaarlijks in juni komen jongeren uit verschillende plaatsen, waaronder de partnergemeentes van Bergen ( zie hieronder ) bijeen om Anne Frank, die in het kamp Bergen-Belsen omkwam, en andere slachtoffers van onderdrukking te herdenken. Deze bijeenkomst wordt Anne-Frank-Friedenstage genoemd.
- Hollands carnaval.

## Galerij

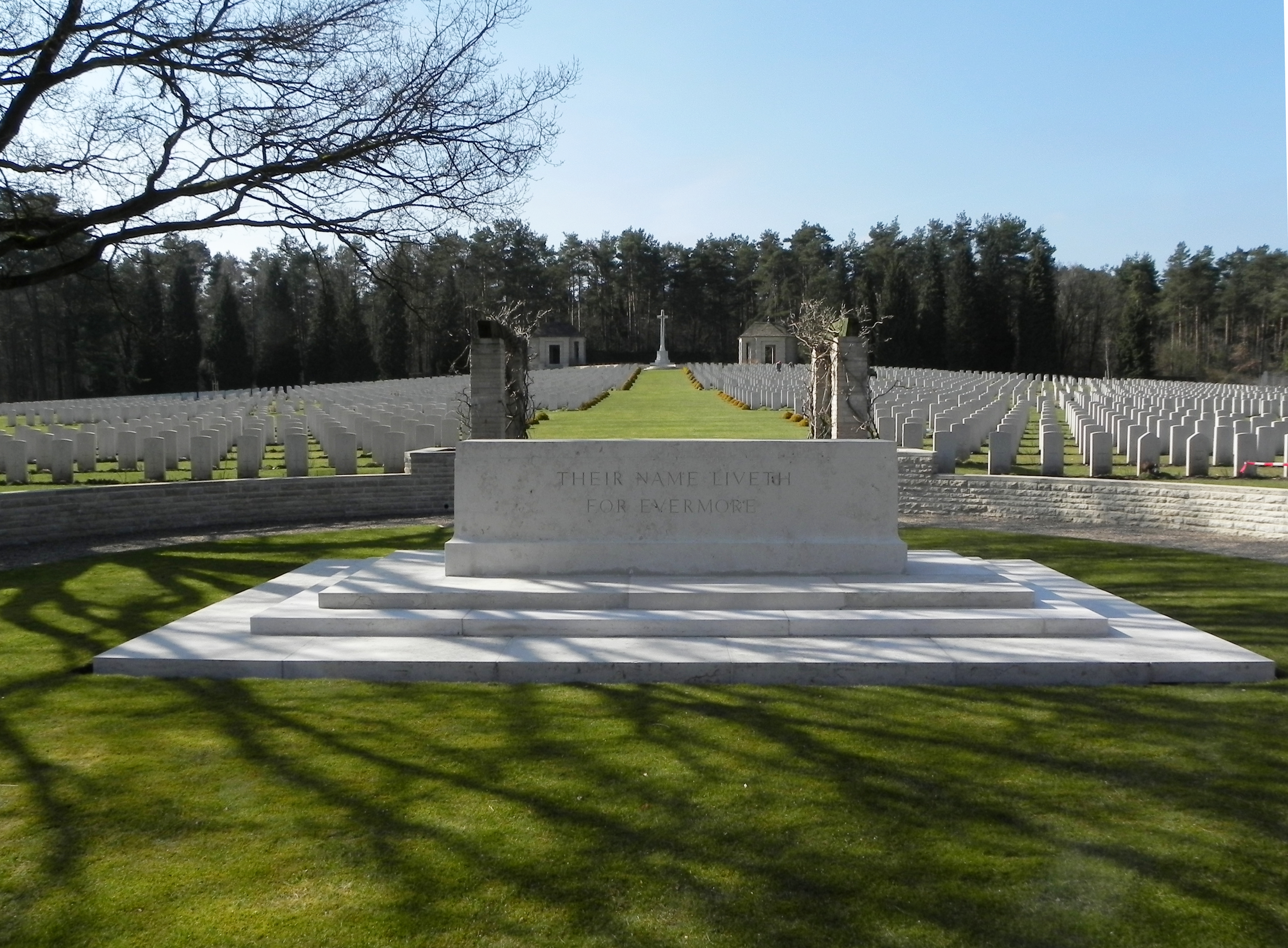
Becklingen, Brits oorlogskerkhof
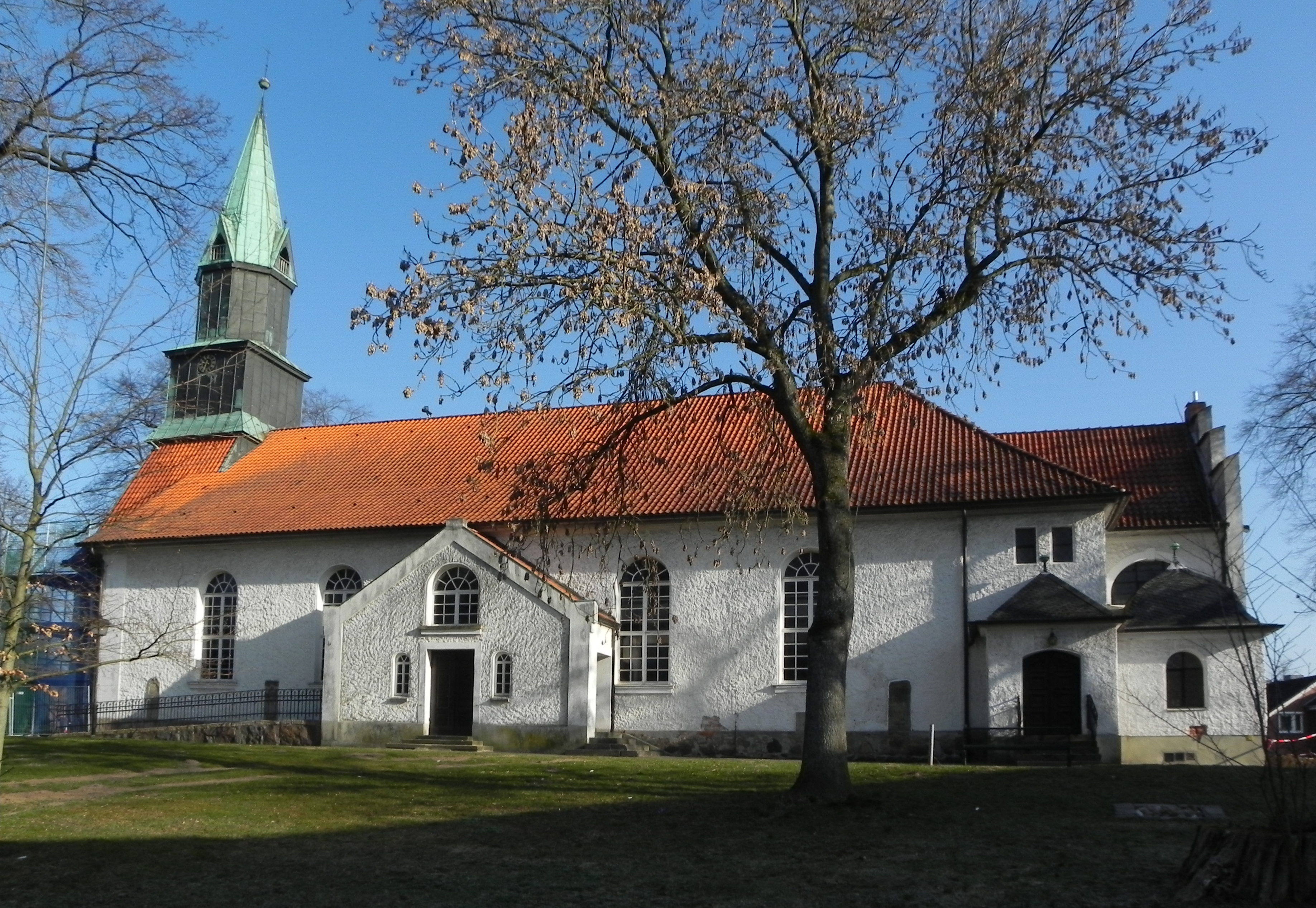
De St. Lambertuskerk te Bergen (evang.-luthers, 1827)
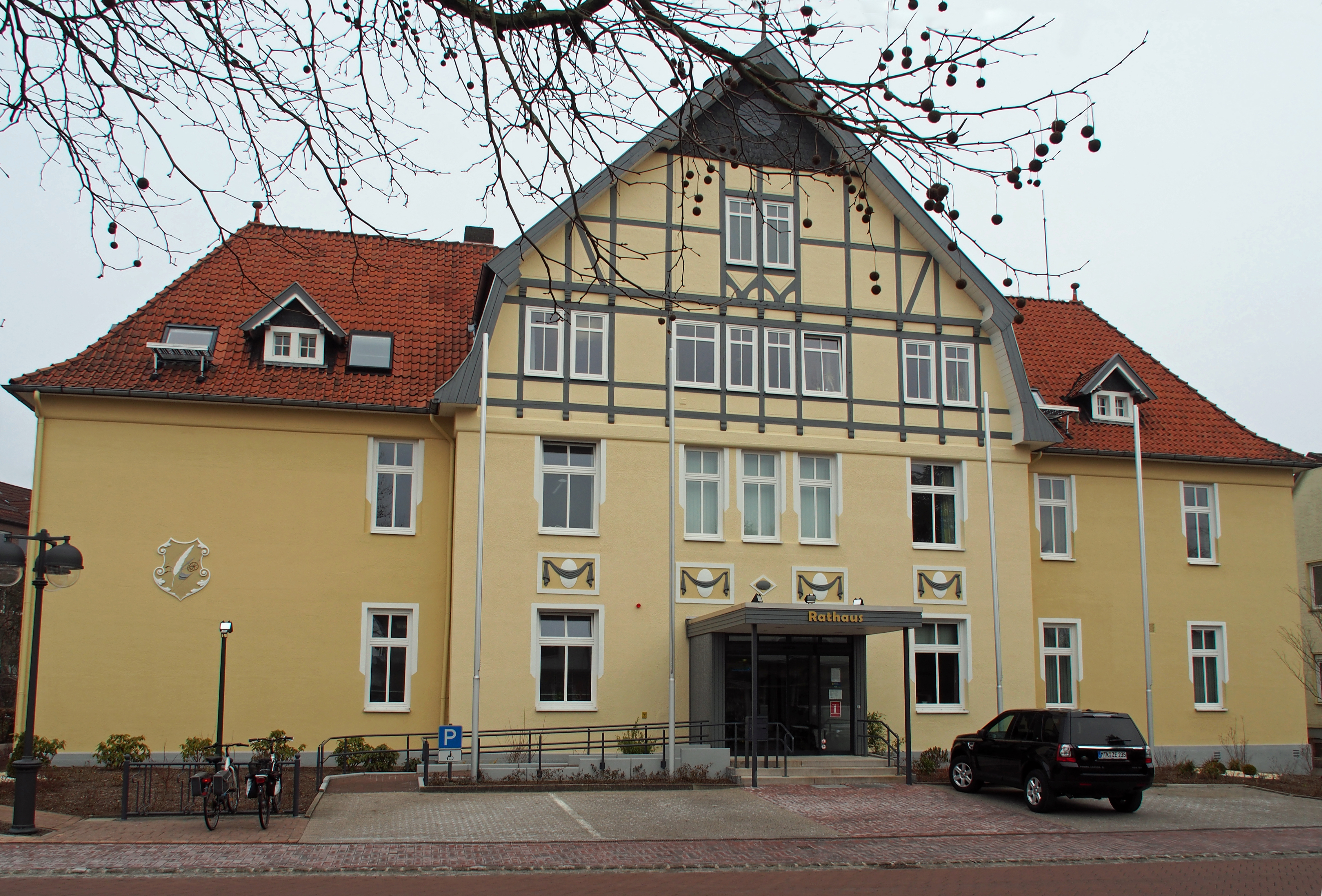
Gemeentehuis van Bergen
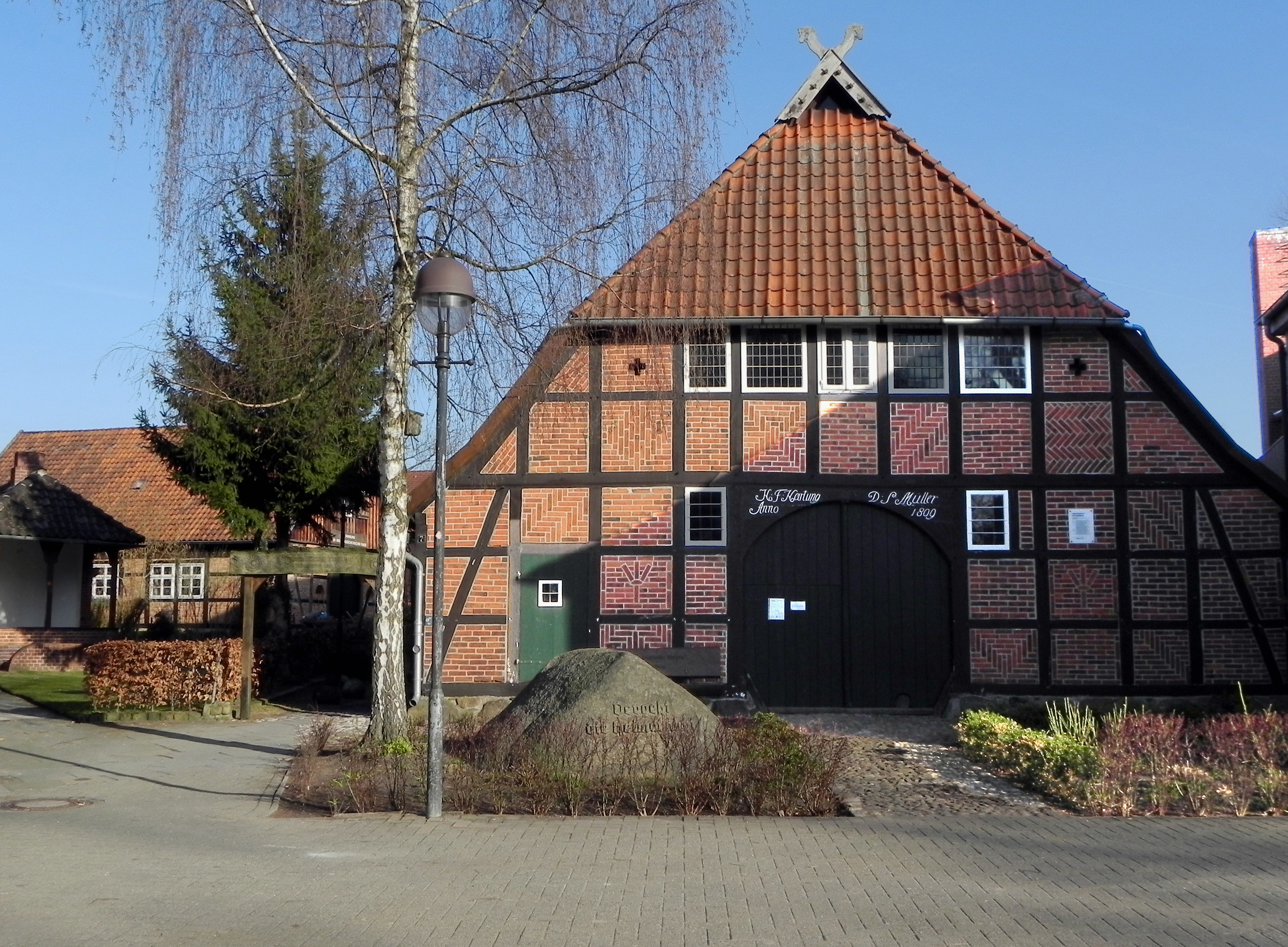
Museumboerderij Römstedthaus te Bergen
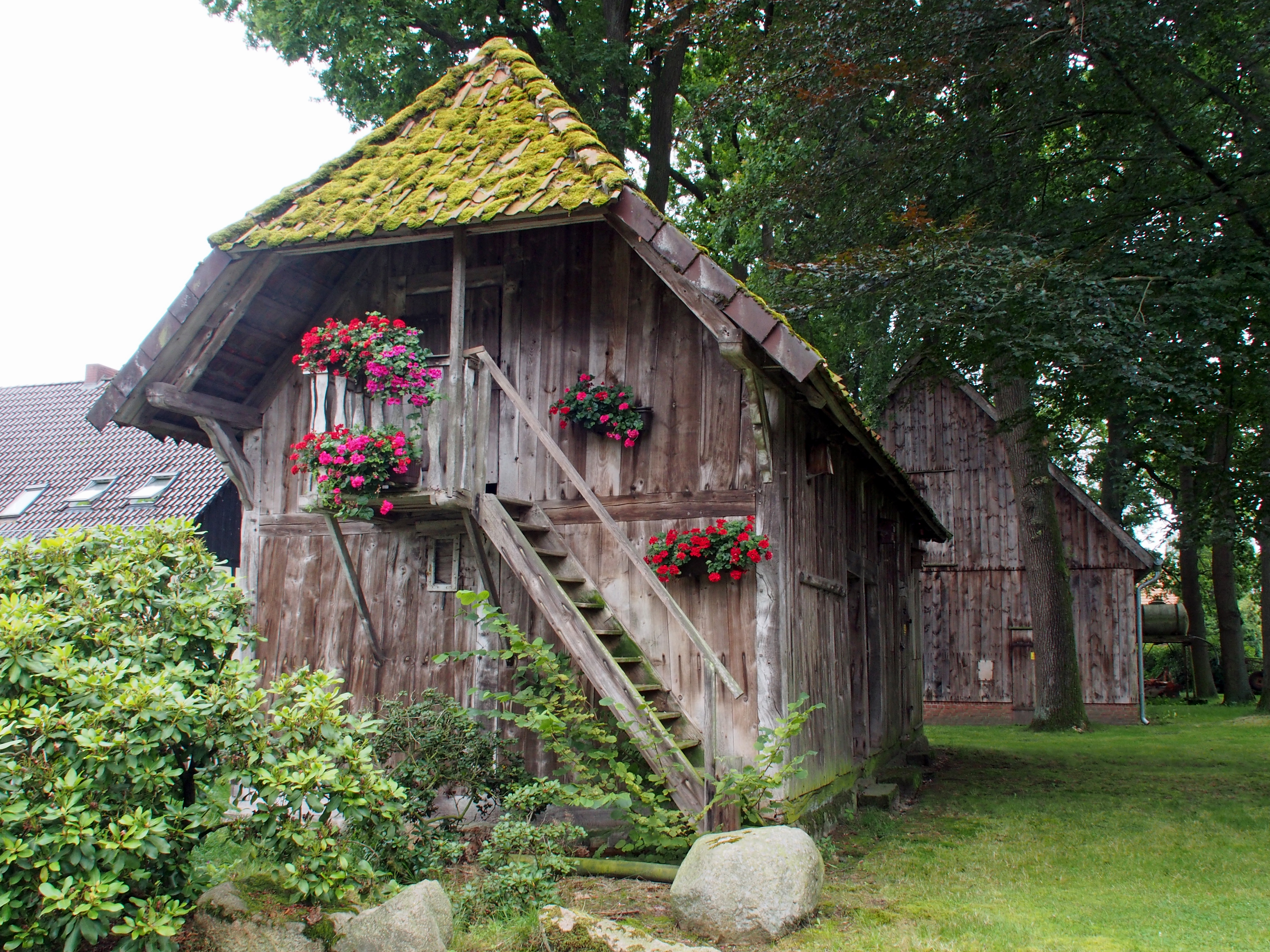
Belsen, Treppenspeicher, begin 19e eeuw
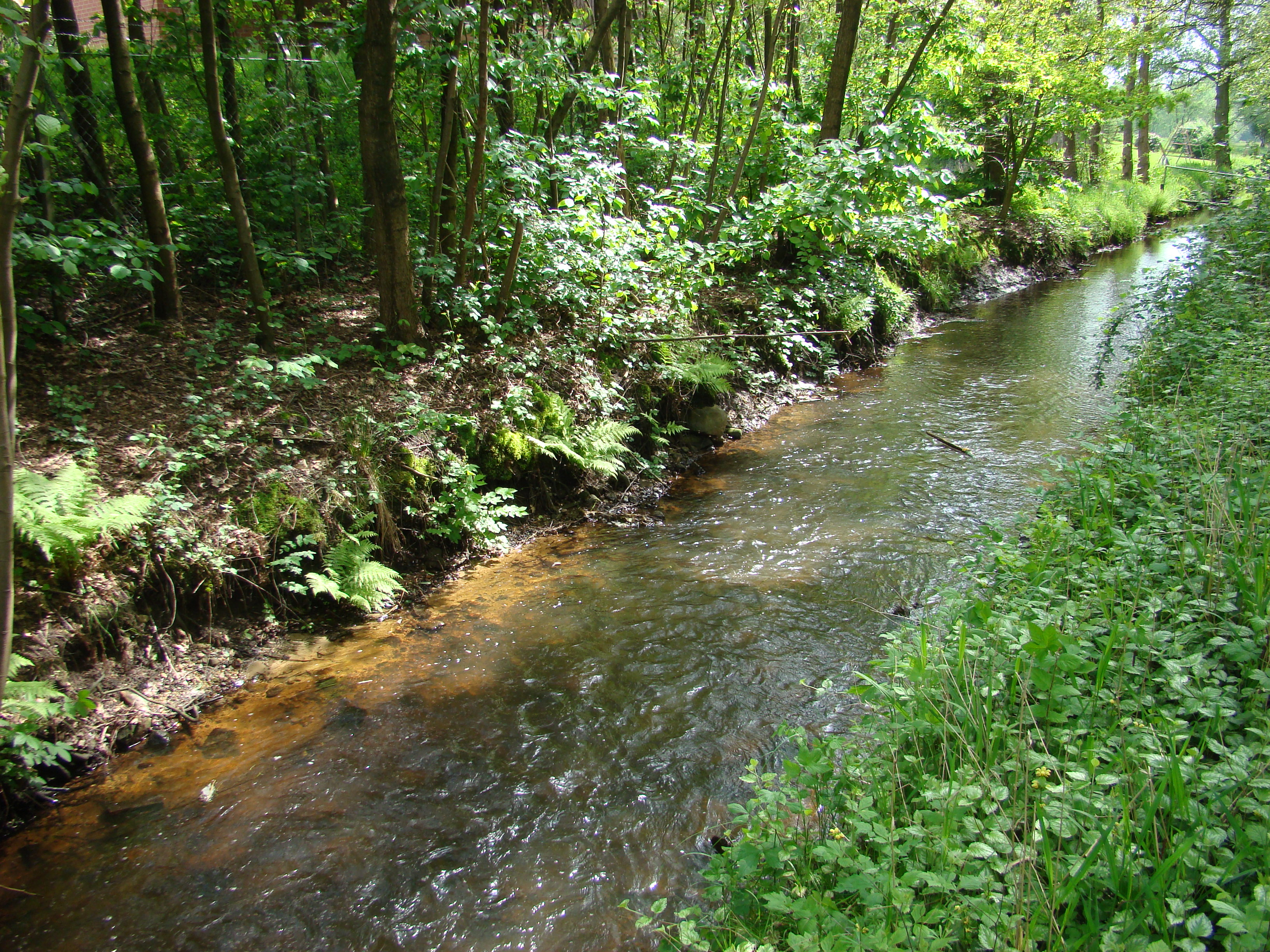
De beek Meiße bij Bleckmar
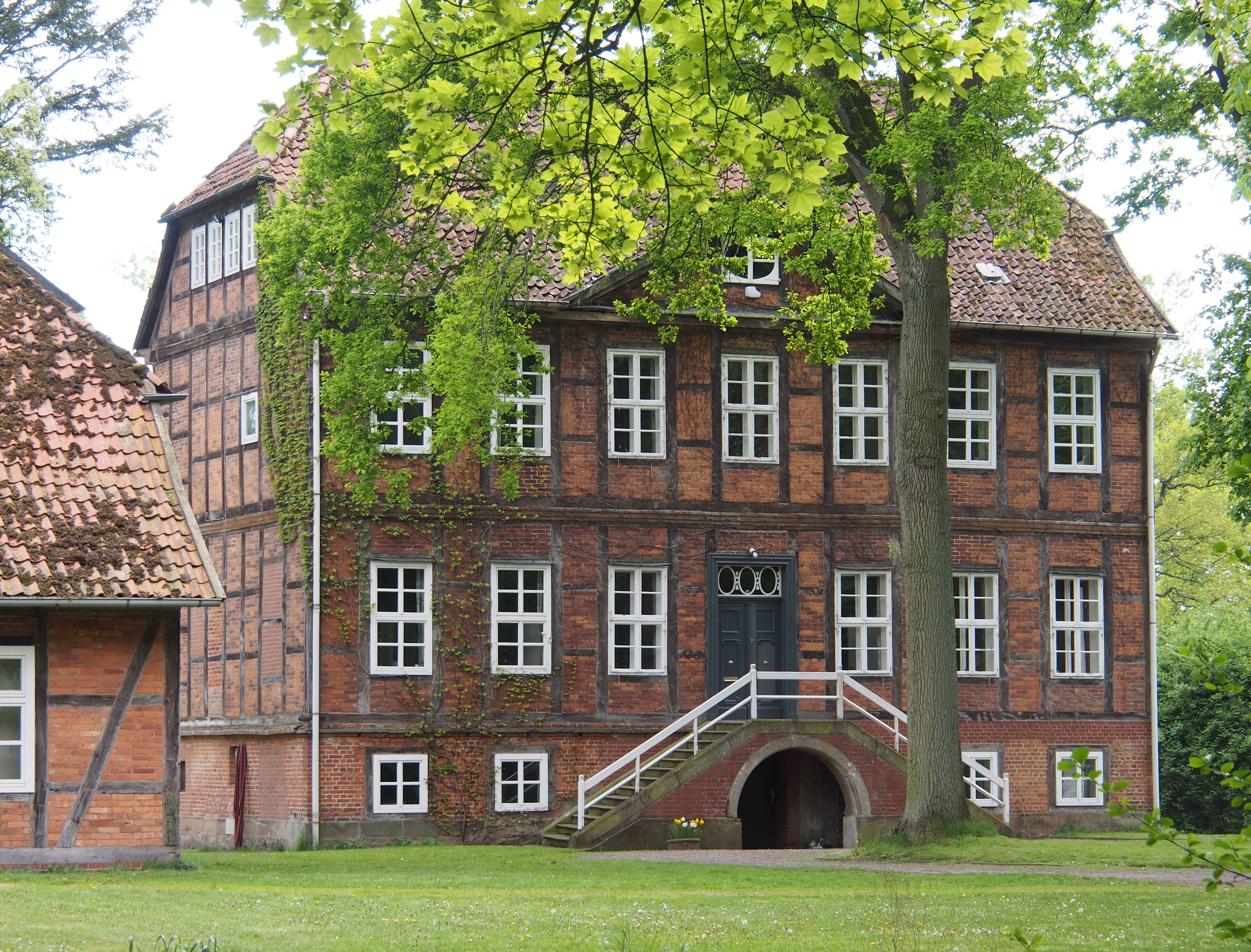
Eversen, nummer 1 van de drie Rittergüter (havezates)
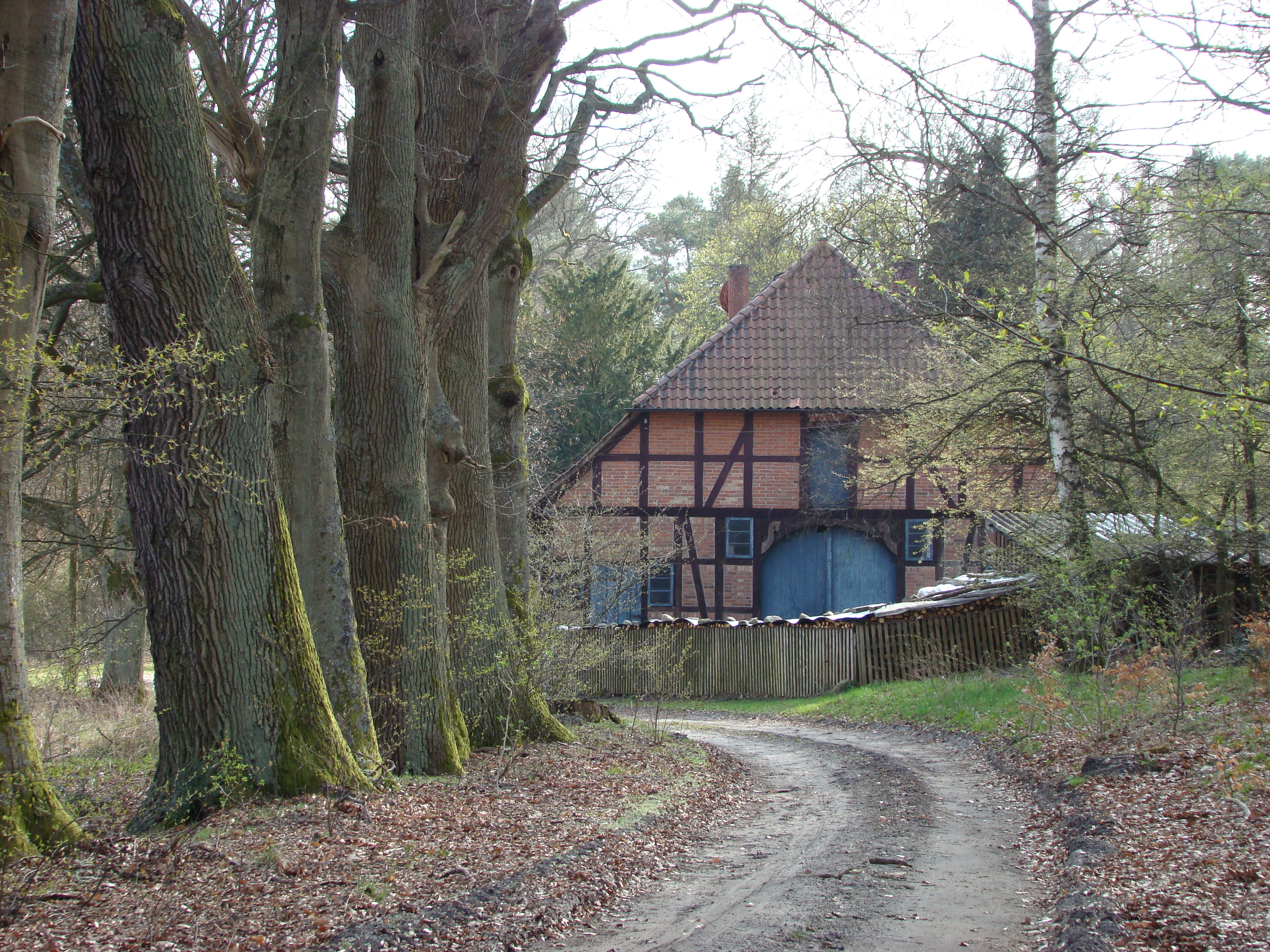
Vakwerkboerderij Forsthaus Kohlenbach (1753)
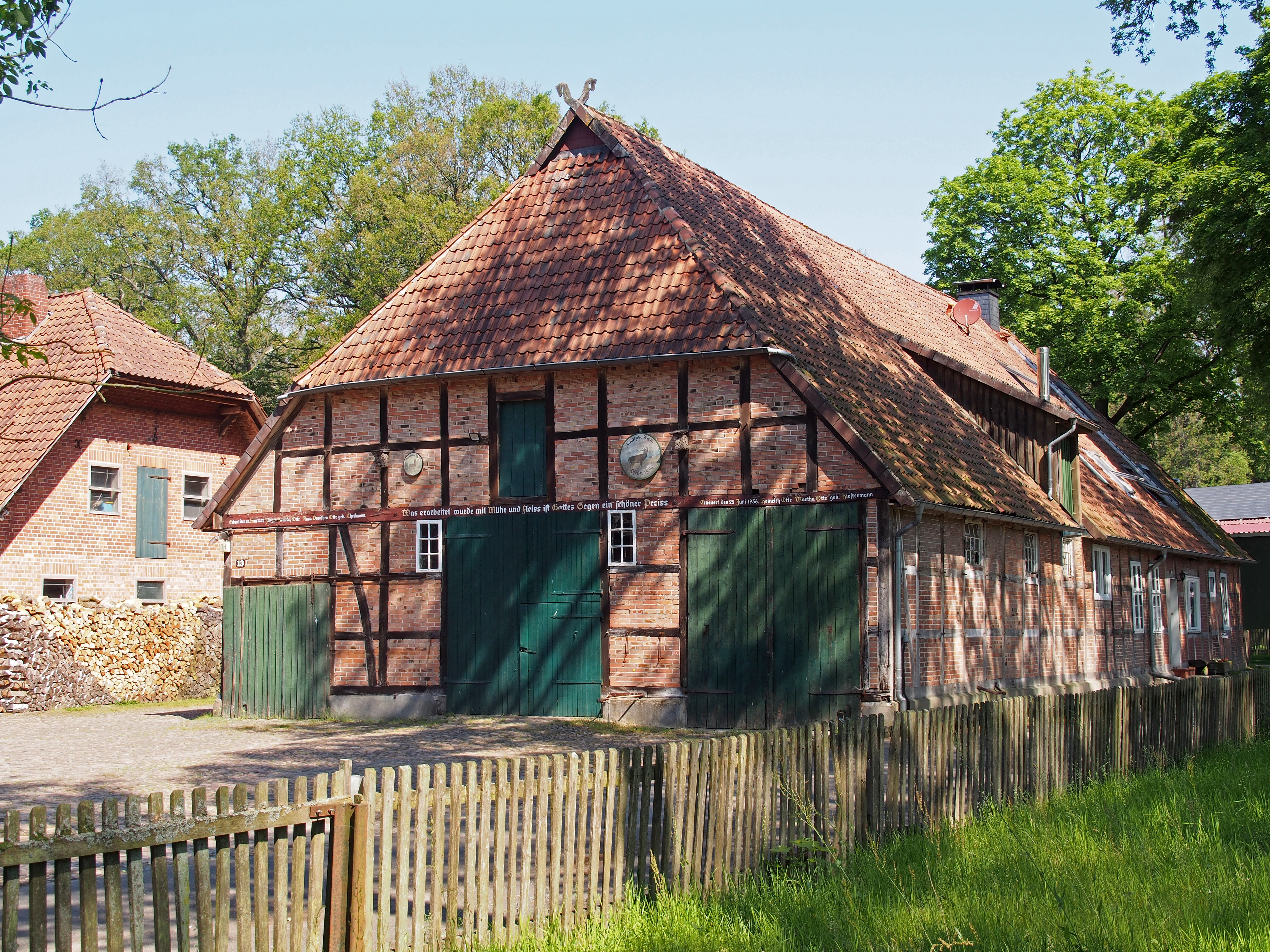
Offen, vroeg 18e-eeuwse vakwerkboerderij
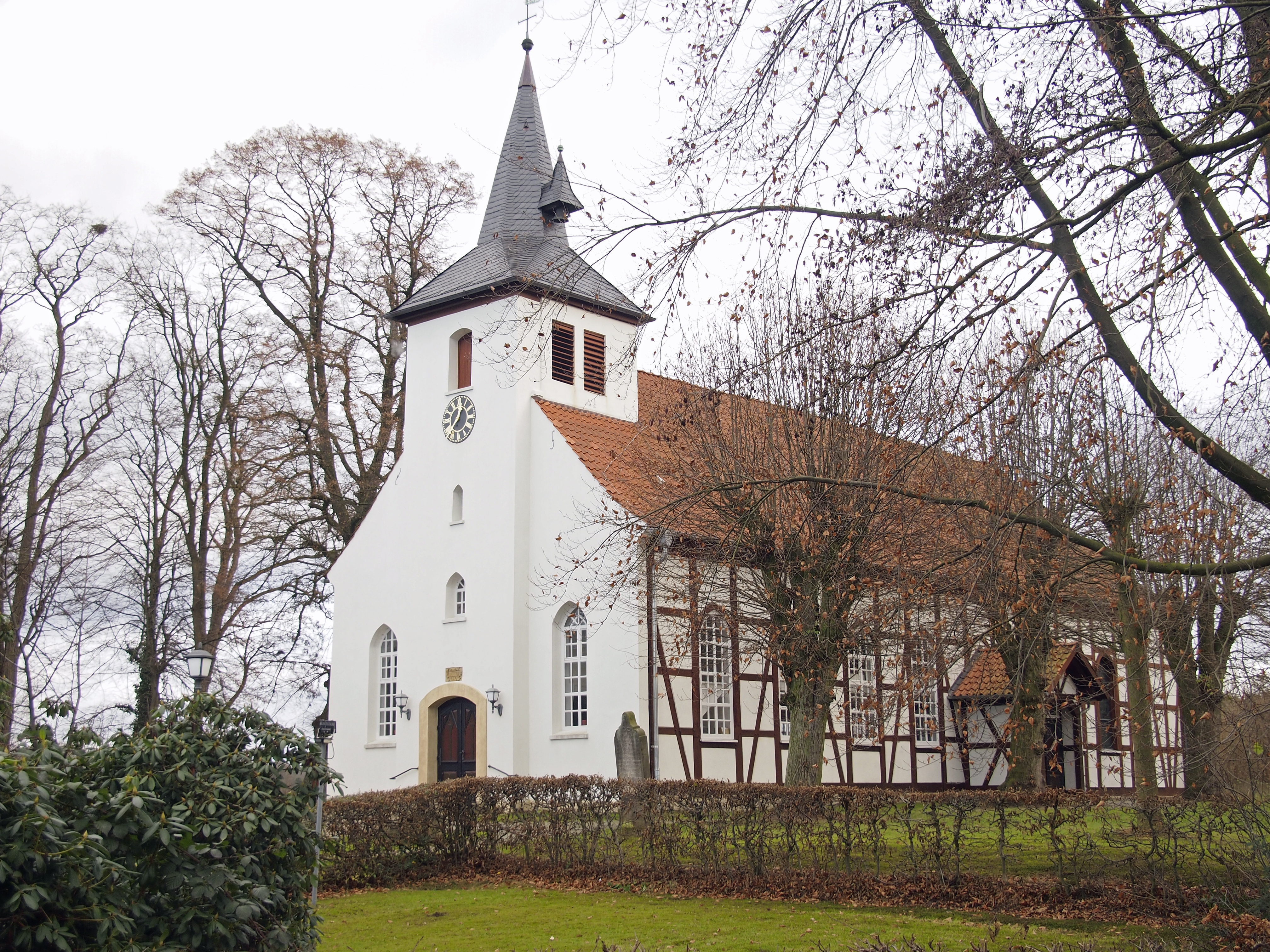
Sülze, evang.-lutherse kerk St. Fabianus en Sebastianus, 1754
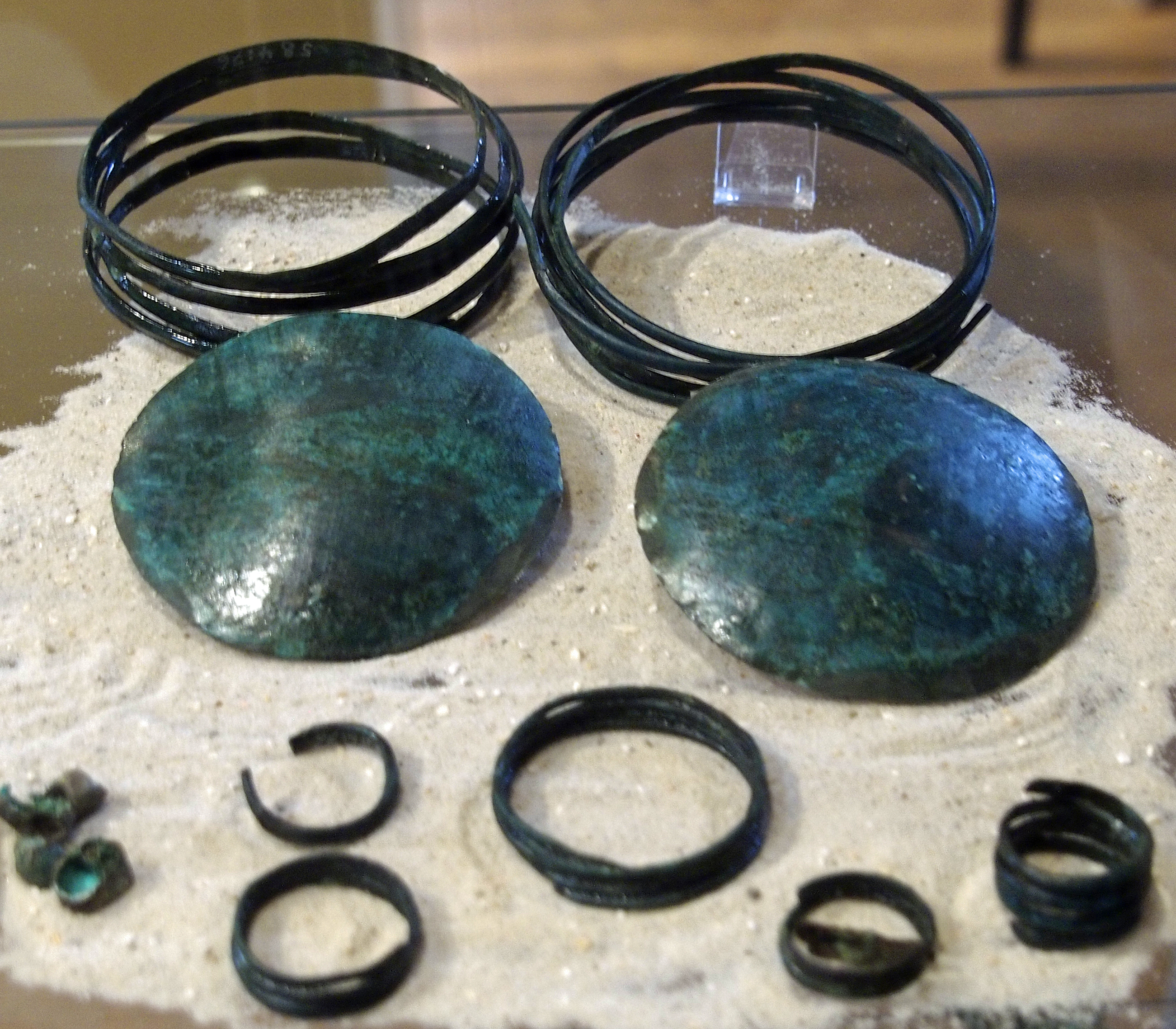
Restant van sieraden uit de Oude Bronstijd, gevonden in een grafheuvel bij Wardböhmen
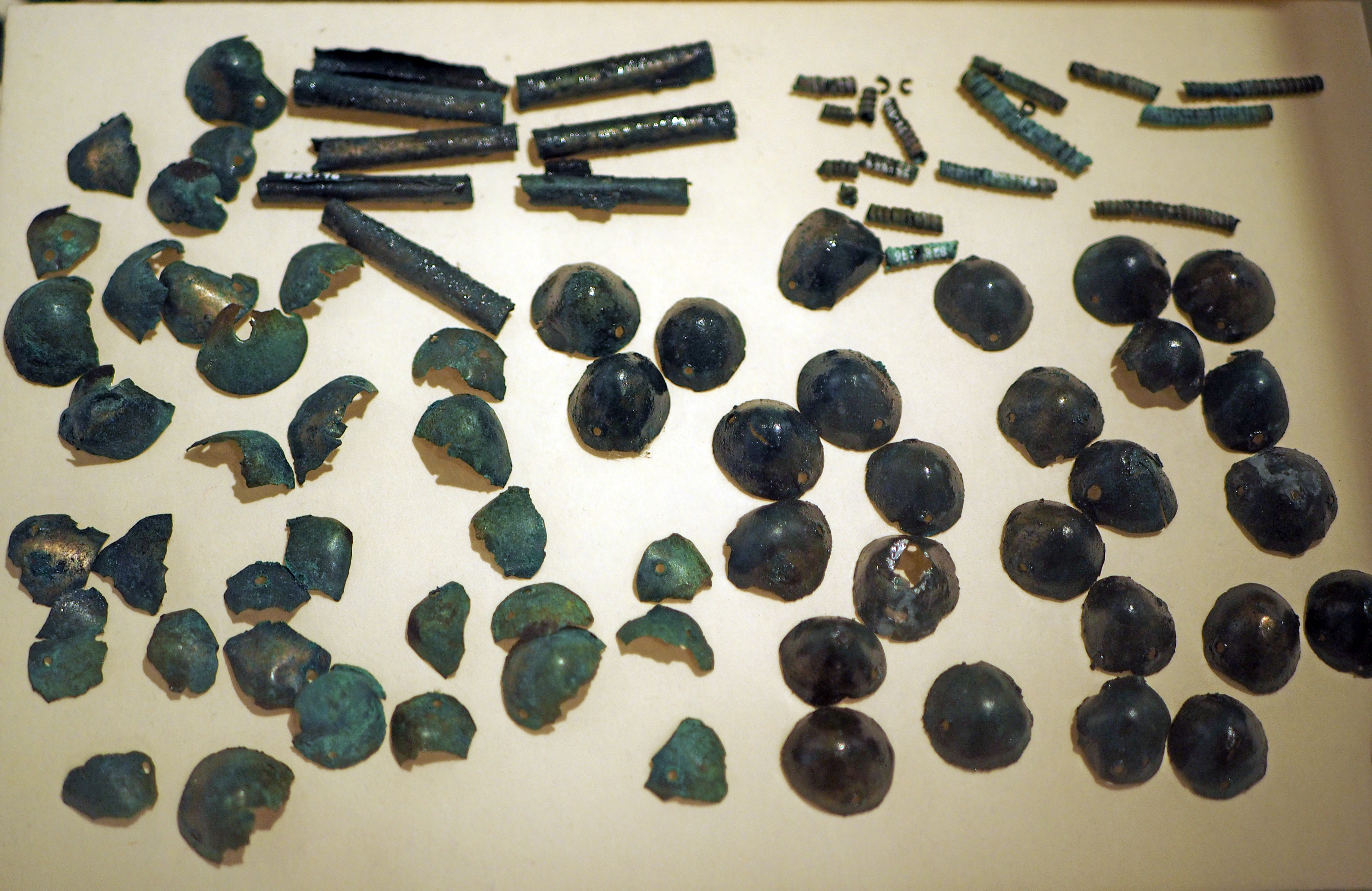
Restant van sieraden uit de Oude Bronstijd, gevonden in een grafheuvel bij Bleckmar
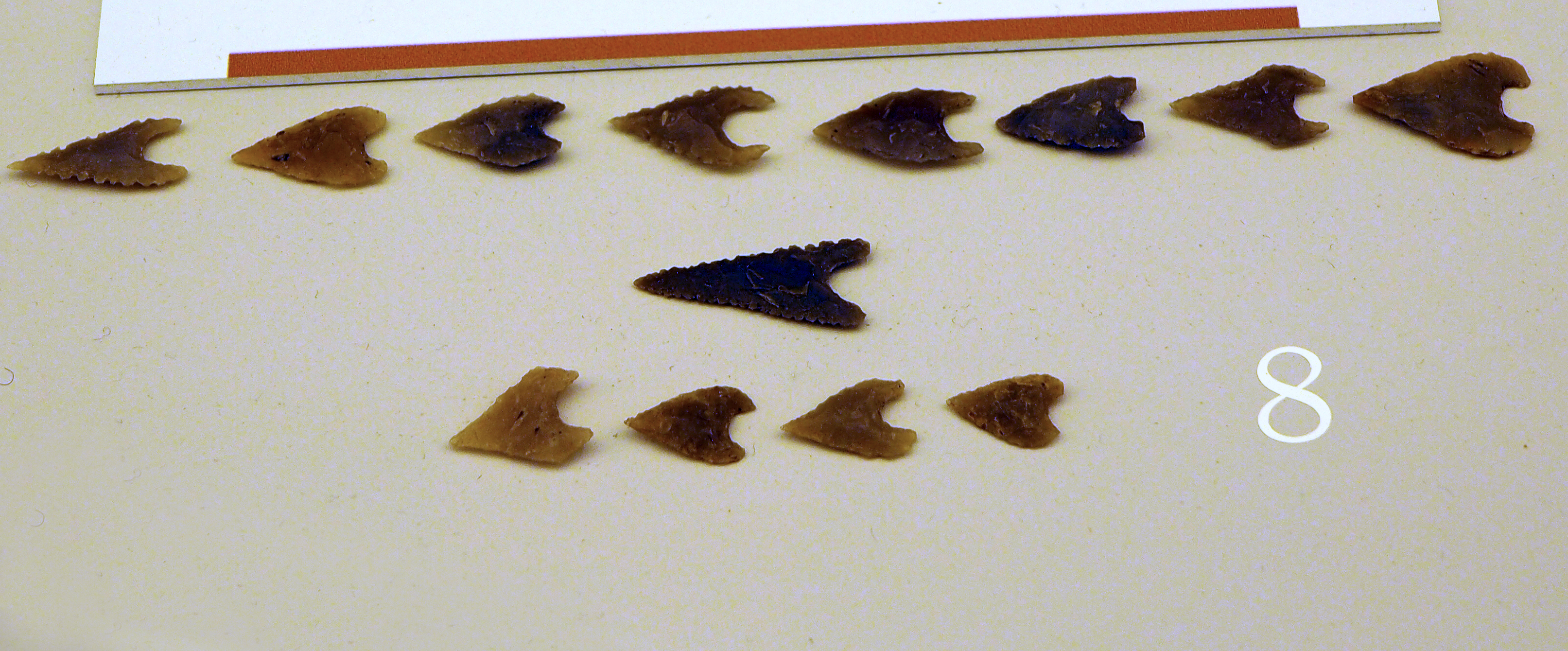
Pijlpunten uit de Oude Bronstijd (collectie: Bomann-museum te Celle)
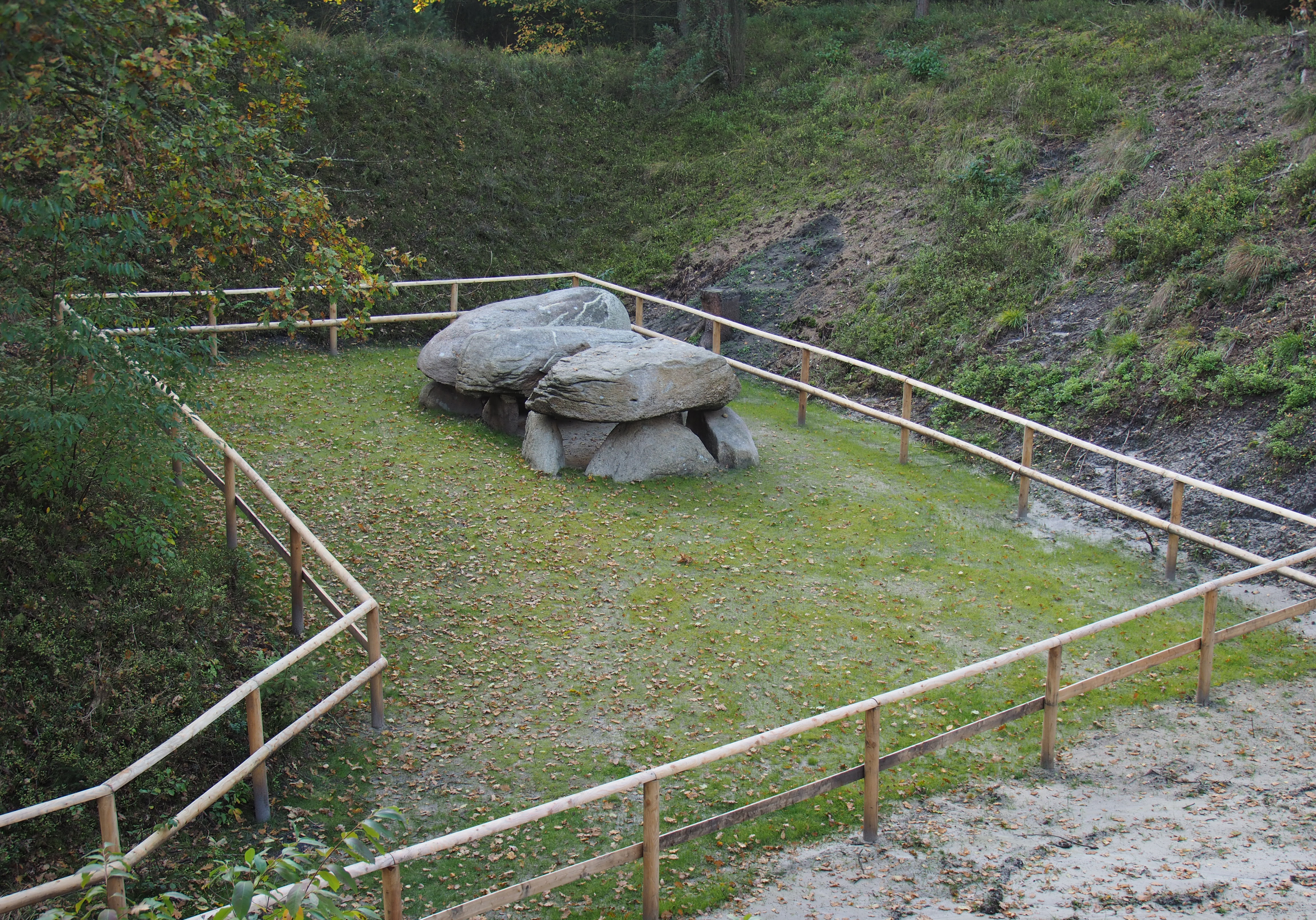
Sieben Steinhäuser: Graf C
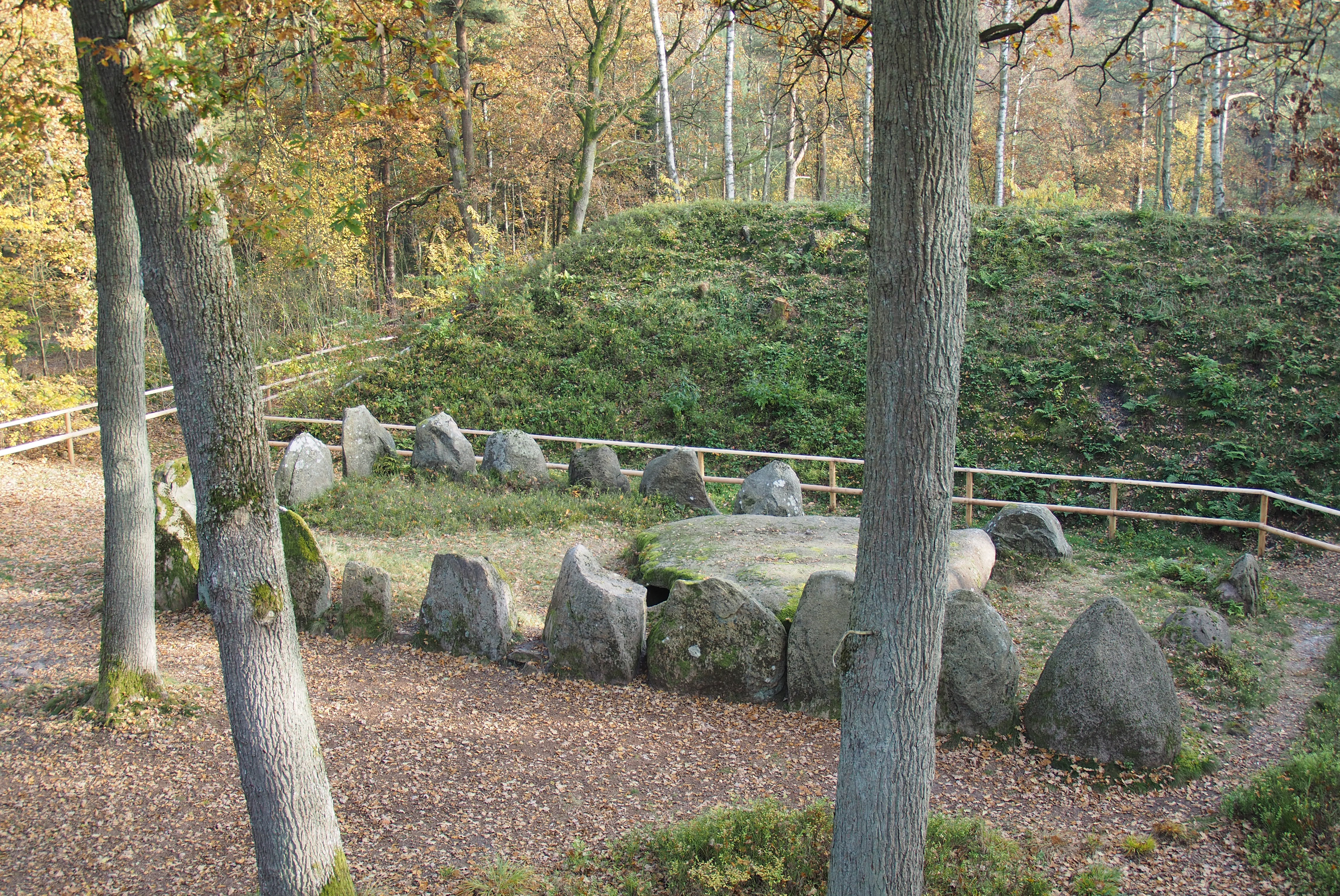
Sieben Steinhäuser: Graf D
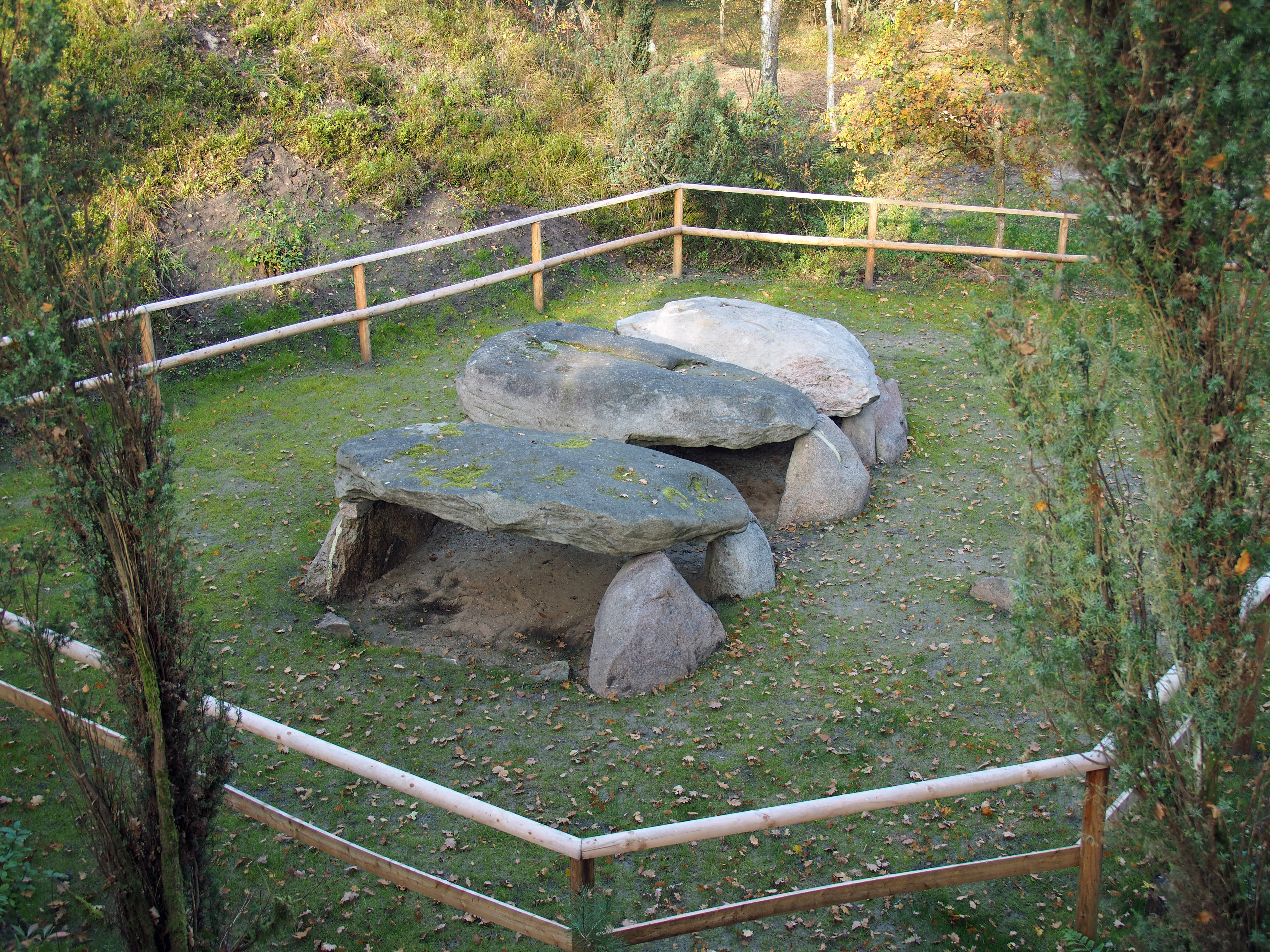
Sieben Steinhäuser: Graf E

## Partnergemeentes
Bergen heeft een partnerverband met:
- Hendrik-Ido-Ambacht in Nederland
- Pembroke in Wales
- Śrem in Polen.